# Telti
Telti är en ort och kommun i provinsen Sassari i regionen Sardinien i Italien. Kommunen hade 2 297 invånare (2017).